# Gran Premio d'Italia 1958
Il Gran Premio d'Italia 1958 fu la decima gara della stagione 1958 del Campionato mondiale di Formula 1, disputata il 7 settembre all'Autodromo nazionale di Monza.
La corsa vide la vittoria di Tony Brooks su Vanwall, seguito dalle Ferrari di Mike Hawthorn e Phil Hill.

## Qualifiche
| Pos | N° | Pilota                   | Auto               | Squadra                  | Tempo  | Distacco |
| --- | -- | ------------------------ | ------------------ | ------------------------ | ------ | -------- |
| 1   | 26 | Stirling Moss            | Vanwall VW5        | Vandervell Products Ltd  | 1:40.5 | -        |
| 2   | 28 | Tony Brooks              | Vanwall VW5        | Vandervell Products Ltd  | 1:41.4 | +0.9     |
| 3   | 14 | Mike Hawthorn            | Ferrari Dino 246   | Scuderia Ferrari         | 1:41.8 | +1.3     |
| 4   | 30 | Stuart Lewis-Evans       | Vanwall VW5        | Vandervell Products Ltd  | 1:42.4 | +1.9     |
| 5   | 20 | Olivier Gendebien        | Ferrari Dino 246   | Scuderia Ferrari         | 1:42.5 | +2.0     |
| 6   | 16 | Wolfgang von Trips       | Ferrari Dino 246   | Scuderia Ferrari         | 1:42.6 | +2.1     |
| 7   | 18 | Phil Hill                | Ferrari Dino 246   | Scuderia Ferrari         | 1:42.7 | +2.2     |
| 8   | 8  | Jean Behra               | BRM P25            | Owen Racing Organisation | 1:43.2 | +2.7     |
| 9   | 10 | Harry Schell             | BRM P25            | Owen Racing Organisation | 1:43.2 | +2.7     |
| 10  | 12 | Jo Bonnier               | BRM P25            | Owen Racing Organisation | 1:44.7 | +4.2     |
| 11  | 32 | Masten Gregory           | Maserati 250F      | Scuderia Centro Sud      | 1:44.9 | +4.4     |
| 12  | 38 | Graham Hill              | Lotus 16-Climax    | Team Lotus               | 1:46.0 | +5.5     |
| 13  | 2  | Maurice Trintignant      | Cooper T45 -Climax | RRC Walker Racing Team   | 1:46.4 | +5.9     |
| 14  | 6  | Roy Salvadori            | Cooper T45 -Climax | Cooper Car Company       | 1:47.0 | +6.5     |
| 15  | 4  | Jack Brabham             | Cooper T45-Climax  | Cooper Car Company       | 1:47.3 | +6.8     |
| 16  | 36 | Cliff Allison            | Lotus 12-Climax    | Team Lotus               | 1:47.8 | +7.3     |
| 17  | 34 | Carroll Shelby           | Maserati 250F      | Scuderia Centro Sud      | 1:48.0 | +7.5     |
| 18  | 24 | Hans Herrmann            | Maserati 250F      | J Bonnier                | 1:49.8 | +9.3     |
| 19  | 40 | Gerino Gerini            | Maserati 250F      | Scuderia Centro Sud      | 1:50.1 | +9.6     |
| 20  | 22 | Giulio Cabianca          | Maserati 250F      | J Bonnier                | 1:54.6 | +14.1    |
| 21  | 42 | Maria Teresa de Filippis | Maserati 250F      | Privato                  | 1:55.9 | +15.4    |

## Gara
| Pos | N° | Pilota                        | Costruttore        | Giri | Tempo/Causa Ritiro | Pos partenza | Punti |
| --- | -- | ----------------------------- | ------------------ | ---- | ------------------ | ------------ | ----- |
| 1   | 28 | Tony Brooks                   | Vanwall VW5        | 70   | 2:03:47.8          | 2            | 8     |
| 2   | 14 | Mike Hawthorn                 | Ferrari Dino 246   | 70   | + 24.2             | 3            | 6     |
| 3   | 18 | Phil Hill                     | Ferrari Dino 246   | 70   | + 28.3             | 7            | 5     |
| 4   | 32 | Masten Gregory Carroll Shelby | Maserati 250F      | 69   | + 1 Giro           | 11           | *     |
| 5   | 6  | Roy Salvadori                 | Cooper T45 -Climax | 62   | + 8 Giri           | 14           | 2     |
| 6   | 38 | Graham Hill                   | Lotus 16-Climax    | 62   | + 8 Giri           | 12           |       |
| 7   | 36 | Cliff Allison                 | Lotus 12-Climax    | 61   | + 9 Giri           | 16           |       |
| Rit | 42 | Maria Teresa de Filippis      | Maserati 250F      | 57   | Motore             | 21           |       |
| Rit | 22 | Giulio Cabianca               | Maserati 250F      | 51   | Motore             | 20           |       |
| Rit | 8  | Jean Behra                    | BRM P25            | 42   | Frizione           | 8            |       |
| Rit | 24 | Hans Herrmann                 | Maserati 250F      | 32   | Motore             | 18           |       |
| Rit | 30 | Stuart Lewis-Evans            | Vanwall VW5        | 30   | Surriscaldamento   | 4            |       |
| Rit | 2  | Maurice Trintignant           | Cooper T45 -Climax | 24   | Cambio             | 13           |       |
| Rit | 26 | Stirling Moss                 | Vanwall VW5        | 17   | Cambio             | 1            |       |
| Rit | 12 | Jo Bonnier                    | BRM P25            | 14   | Trasmissione       | 10           |       |
| Rit | 20 | Olivier Gendebien             | Ferrari Dino 246   | 4    | Sospensioni        | 5            |       |
| Rit | 40 | Gerino Gerini                 | Maserati 250F      | 2    | Incidente          | 19           |       |
| Rit | 34 | Carroll Shelby                | Maserati 250F      | 1    | Guida              | 17           |       |
| Rit | 16 | Wolfgang von Trips            | Ferrari Dino 246   | 0    | Incidente          | 6            |       |
| Rit | 10 | Harry Schell                  | BRM P25            | 0    | Incidente          | 9            |       |
| Rit | 4  | Jack Brabham                  | Cooper T45-Climax  | 0    | Sospensioni        | 15           |       |

* Nessun punto assegnato in caso di vettura condivisa tra più piloti.

## Statistiche

### Piloti
- 4ª vittoria per Tony Brooks
- 1° podio per Phil Hill
- 1º giro più veloce per Phil Hill

### Costruttori
- 1° e unico titolo Mondiale per la Vanwall
- 8° vittoria per la Vanwall
- 7ª e ultima pole position per la Vanwall

### Motori
- 8° vittoria per il motore Vanwall
- 7ª e ultima pole position per il motore Vanwall

### Pneumatici
- 6° vittoria per la Dunlop
- 14º e ultimo giro più veloce per la Englebert

### Giri al comando
- Phil Hill (1-4, 35-37)
- Mike Hawthorn (5-6, 9, 15-34, 38-60)
- Stirling Moss (7-8, 10-14)
- Tony Brooks (61-70)

## Classifiche Mondiali

### Piloti
| Pos | Pilota              | Punti   |
| --- | ------------------- | ------- |
| 1   | Mike Hawthorn       | 40 (43) |
| 2   | Stirling Moss       | 32      |
| 3   | Tony Brooks         | 24      |
| 4   | Roy Salvadori       | 15      |
| 5   | Peter Collins       | 14      |
| 6   | Luigi Musso         | 12      |
|     | Harry Schell        | 12      |
|     | Maurice Trintignant | 12      |
| 9   | Stuart Lewis-Evans  | 11      |
| 10  | Jean Behra          | 9       |
|     | Wolfgang von Trips  | 9       |
| 12  | Jimmy Bryan         | 8       |
| 13  | Juan Manuel Fangio  | 7       |
| 14  | George Amick        | 6       |
| 15  | Phil Hill           | 5       |
| 16  | Tony Bettenhausen   | 4       |
|     | Johnny Boyd         | 4       |
| 18  | Jack Brabham        | 3       |
|     | Cliff Allison       | 3       |
| 20  | Jim Rathmann        | 2       |

### Costruttori
| Pos | Team          | Punti   |
| --- | ------------- | ------- |
| 1   | Vanwall       | 46 (49) |
| 2   | Ferrari       | 40 (51) |
| 3   | Cooper-Climax | 31      |
| 4   | BRM           | 15      |
| 5   | Maserati      | 6       |
| 6   | Lotus-Climax  | 3       |